# Firefly (유라이어 힙의 음반)
《Firefly》는 1977년 2월, 영국의 브론즈 레코드와 미국의 워너 브라더스 레코드가 발매한 영국의 하드 록 밴드 유라이어 힙의 열 번째 스튜디오 음반이다. 이 음반은 리드 보컬이자 창립 멤버인 데이비드 바이런이 없는 그들의 첫 번째 음반이었고, 루시퍼즈 프렌드의 전 멤버였던 신인 가수 존 로튼과 함께한 세 개의 음반 중 첫 번째 음반이었다. 베이시스트 트레버 볼더는 이 음반에서 유라이어 힙에 데뷔했다. 1980년대 초 약 18개월의 휴식 기간을 제외하고, 그는 2013년 사망할 때까지 그룹에 남아있었다.
이 음반의 첫 번째 싱글은 〈Wise Man〉이었다.
오리지널 바이닐 음반은 판지 라이너와 함께 게이트폴드 슬리브였다.
이 음반은 1997년 캐슬 커뮤니케이션스에 의해 4개의 보너스 트랙과 함께 리마스터링되고 재발매되었으며, 2004년 다시 확장 디럭스 에디션으로 재발매되었다.

## 평가
| 전문가 평가                      | 전문가 평가 |
| 평가 점수                        | 평가 점수   |
| 출처                             | 점수        |
| -------------------------------- | ----------- |
| AllMusic                         | [ 1 ]       |
| Collector's Guide to Heavy Metal | 3/10        |

올뮤직의 회고적 리뷰는 이 음반이 "그룹의 70년대 초반의 성공을 되새기는 헐거워진 사운드를 추구했다"고 말했고, "《Firefly》는 유라이어 힙의 70년대 중후반의 가장 응집력 있는 음반 중 하나로 남아 있다"고 결론지었다. 마틴 포포프는 그의 《콜렉터즈 가이드 투 헤비 메탈》에서 이 음반을 "더럽고 혼수상태인 블루스 발라드, 괴짜 파티 로커와 무서운 프로그 록 낙태의 혼합 가방"으로 정의하여 "한 때 위대한 집단의 해체"가 심화되고 있음을 증명했다.

## 곡 목록
모든 곡들은 특별한 언급이 없는 한 켄 헨슬리에 의해 작사/작곡하였다.
| #  | 제목                   | 작사·작곡           | 재생 시간 |
| -- | ---------------------- | ------------------- | --------- |
| 1. | 〈The Hanging Tree〉   | 헨슬리, 잭 윌리엄스 | 3:40      |
| 2. | 〈Been Away Too Long〉 |                     | 5:03      |
| 3. | 〈Who Needs Me〉       | 리 커슬레이크       | 3:39      |
| 4. | 〈Wise Man〉           |                     | 4:40      |

| #  | 제목            | 재생 시간 |
| -- | --------------- | --------- |
| 5. | 〈Do You Know〉 | 3:12      |
| 6. | 〈Rollin' On〉  | 6:21      |
| 7. | 〈Sympathy〉    | 4:44      |
| 8. | 〈Firefly〉     | 6:21      |